# 901
Раннє Середньовіччя •  Епоха вікінгів •  Золота доба ісламу •  Реконкіста

## Геополітична ситуація
У Візантії триває правління Лева VI. На підконтрольних франкам теренах існують Західне Франкське королівство, Східне Франкське королівство, Італійське королівство, Бургундія. Північ Італії належить Італійському королівству під владою франків, середню частину займає Папська область, герцогства на південь від Римської області незалежні, деякі області на півночі та на півдні належать Візантії, інші окупували сарацини. Піренейський півострів, окрім Королівства Астурія та Іспанської марки, займає Кордовський емірат. Північну частину Англії захопили дани, на півдні править Вессекс. Існують слов'янські держави: Перше Болгарське царство, Велика Моравія, Богемія, Приморська Хорватія, Київська Русь. Паннонію окупували мадяри.
Аббасидський халіфат очолює аль-Мутадід, халіфат втрачає свою могутність. У Китаї править династія Тан. Значними державами Індії є Пала, Пратіхара, Чола. В Японії триває період Хей'ан. На північ від Каспійського та Азовського морів існує Хозарський каганат.
Територію лісостепової України займає Київська Русь. У Північному Причорномор'ї співіснують різні кочові племена, зокрема хозари, алани, тюрки, угри, печеніги, кримські готи. Херсонес Таврійський належить Візантії.

## Події
- Мадяри ліквідували Блатенське князівство.
- Короля Бургундії та Італії Людовика III Сліпого короновано римським імператором.
- Чжу Вень захопив столицю Китаю. Його обрали вождем племені їла киданів.
- Аглабіди вчинили напад на Реджо-Калабрію.
- Король Йорка Етельвольд збунтувався проти короля Вессексу Едварда Старшого і закликав данів Східної Англії до повстання.
- На Корейському півострові Кун Є проголосив себе правителем Тхебону. Почалася ера трьох пізніх корейських держав.

## Померли
- Антоній II Кавлея